# Coregonus renke
Coregonus renke és una espècie de peix de la família dels salmònids i de l'ordre dels salmoniformes.

## Alimentació
Menja principalment zooplàncton i, rarament, invertebrats bentònics. Pot consumir grans quantitats de peixets a l'estiu.

## Distribució geogràfica
Es troba a Europa: llacs Starnberger See, Tegernsee i Traunsee a Alemanya i Àustria.